# Jean-Christophe Guinchard
Jean-Christophe Guinchard (1 de novembro de 1967) é um triatleta profissional suíço. 

## Carreira

### Sydney 2000
Jean-Christophe Guinchard disputou os Jogos de Sydney 2000, terminando em 24º lugar com o tempo de 1:50:50.76. 